# ディルシャッド・ヴァザリア
ディルシャッド・ヴァザリア（Dilshad Vadsaria、1985年9月14日 - ）は、アメリカ合衆国の女優。パキスタン出身。

## 出演作品
- リベンジ シーズン2（パドマ・ラハリ）
- メル＆ジョー 好きなのはあなたでしょ？ シーズン2
- ピザボーイ　史上最凶のご注文
- ＢＯＮＥＳ シーズン5
- ＣＳＩ：マイアミ8
- GREEK〜ときめき★キャンパスライフ シーズン2（レベッカ・ローガン）
- ＮＣＩＳ　～ネイビー犯罪捜査班 シーズン6
- GREEK〜ときめき★キャンパスライフ シーズン1（レベッカ・ローガン）